# Acalypha juliflora
Acalypha juliflora é uma espécie de flor do gênero Acalypha, pertencente à família Euphorbiaceae.